# Rie Kugimiya
Rie Kugimiya (釘宮 理恵 Kugimiya Rie?,  Osaka, Prefectura de Osaka, Japón, 30 de mayo de 1979) es una reconocida actriz de voz y cantante japonesa, afiliada a I'm Enterprise. Es más conocida por su papel de Aguri Madoka/Cure Ace en Doki Doki! PreCure. Algunos de sus roles más prominentes incluyen el de Alphonse Elric en la franquicia de Fullmetal Alchemist, Kagura en Gintama y Happy en Fairy Tail. Debido a que ha dado voz a personajes principales tales como Nagi Sanzenin en Hayate no Gotoku!, Louise en Zero no Tsukaima, Shana en Shakugan no Shana, Taiga en Toradora! y Aria H. Kanzaki en Hidan no Aria, algunos de sus fans le han dado el apodo de la «Reina Tsundere».
En la franquicia de Tamagotchi, Kugimiya es conocida por su papel de Mametchi en las respectivas películas y series de anime. También ha dado su voz a varias marcas y mercancía, tales como el Mugen Puchipuchi, un juguete que emula el estallido del papel de burbujas.
Ha sido nominada en la categoría de "Mejor actriz principal" en la primera edición de los Seiyū Awards por su papel de Louise en Zero no Tsukaima y a "Mejor actriz de reparto" por su papel de Kagura en Gintama. En la segunda edición de los Seiyū Awards, ganó conjuntamente con Mitsuki Saiga en la categoría de Mejor actriz de reparto por sus papeles en Hayate no Gotoku! y Shakugan no Shana. Al año siguiente, Kugimiya ganó en la categoría de Mejor actriz principal por sus papeles de Taiga en Toradora! y Miharu Rokujō en Nabari no Ō.

## Carrera
Kugimiya comenzó su carrera como actriz de voz en el año 1998. Desde entonces, la mayor parte de los personajes que la intérprete ha dado vida, son, en su mayoría, de personalidad "tsundere". Se trata de una clase de personajes conocidos por ser en aparienca hostiles o antipáticos, aunque luego su auténtica naturaleza sea dulce y bondadosa.
Entre los personajes de anime a los cuales la actriz ha interpretado destacan Kagura en Gintama, Shana en Shakugan no Shana, Taiga Aisaka en Toradora!, Louise Françoise le Blanc de la Vallière en Zero no Tsukaima, Nagi Sanzenin en Hayate no Gotoku!, Happy en Fairy Tail, Miharu Rokujō en Nabari no Ō y Aria H Kanzaki en Hidan no Aria, entre otros. También ha interpretado a personajes de videojuegos como Idolmaster.
En 2012, se anunció Kugimiya comenzaría una carrera discográfica. Su primer álbum, titulado "Kokohadoko", salió a la venta el 20 de junio de ese año. Dicho álbum fue publicado por Lantis, discográfica de otras actrices de voz y cantantes como Minori Chihara y Aya Hirano.

## Filmografía

### Anime
2000
- Hand Maid May - Cyberdoll Rena
- Candidate for Goddess - Ikhny Allecto
- InuYasha - Goho

2001
- Figure 17 - Mina Sawada
- GALS! - Sayo Kotobuki
- Shingu: Secret of the Stellar Wars - Murata Futaba

2002
- Cosplay Complex - Delmo
- Gravion - Brigetta
- Pita Ten - Koboshi Uematsu
- Los Doce Reinos - Taiki, Young Kaname Takasato
- Rizelmine - Iwaki Rizel

2003
- Astro Boy - Nyanko
- Dokkoida - Ruri Umeki/Edelweiss
- Fullmetal Alchemist - Alphonse Elric
- MegaMan NT Warrior - Anetta
- Konjiki no Gash Bell!! - Tio

2004
- Bleach - Karin Kurosaki, Nemu Kurotsuchi y Lily
- Burn Up Scramble - Maya Jingu
- Canvas 2 - Haruna (cap. 12)
- Gakuen Alice - Hotaru Imai
- Gravion Zwei - Brigetta
- Magical Girl Lyrical Nanoha - Alisa Bannings
- Maria-sama ga Miteru - Toko Matsudaira
- Midori no Hibi - Kota Shingyoji
- Mirmo! - Murumu
- 2 × 2 = Shinobuden - Miyabi
- Yakitate!! Japan - Monica Adenauer

2005
- Bleach - Nemu Kurotsuchi
- Bokusatsu Tenshi Dokuro-chan - Sabato-chan
- Erementar Gerad - Tickle "Tilel" Selvatlos
- Mahō Shōjo Lyrical Nanoha A's - Alisa Bannings
- Loveless - Kouya Sakagami
- MÄR - Belle
- Shakugan no Shana - Shana
- Trinity Blood - Peter
- Xenosaga - Mary Godwin
- Paradise Kiss - Isabella (de niña, ep 10)
- Otogi-Jūshi Akazukin (OVA) - Ringo Kinoshita

2006
- Bleach - Nemu Kurotsuchi
- Busō Renkin - Victoria
- Chocotto Sister - Yurika Hanayamada
- Digimon Savers - Ikuto Noguchi
- Ghost Hunt - Masako Hara
- Gintama - Kagura
- Honey and Clover - Shinobu Morita (de niño)
- Tokimeki Memorial ~Only Love~ - Momo Aikawa
- Utawarerumono - Kamyu
- Zero no Tsukaima - Louise Françoise le Blanc de la Vallière

2007
- Lotte No Omocha! - Lotte
- Deltora Quest - Neridah
- Gintama - Kagura
- Hayate no Gotoku! - Nagi Sanzenin
- Heroic Age - Mayl
- Mobile Suit Gundam 00 - Nena Trinity
- Potemayo - Nene Kasugano, Tomari Seki
- Rental Magica - Mikan Katsuragi, Kaori Katsuragi
- Shakugan no Shana II - Shana
- Hidamari Sketch - Chika
- Zero no Tsukaima ~Futatsuki no Kishi~ - Louise Françoise le Blanc de la Vallière
- Bokurano - Yoshi

2008
- Bleach - Nemu Kurotsuchi
- Gintama - Kagura
- Mnemosyne - Mimi
- Nabari no Ō - Miharu Rokujo
- Zero no Tsukaima ~Princesses no Rondo~ - Louise Françoise le Blanc de la Vallière
- Zettai Karen Children - Mio (P.A.N.D.R.A.) y Momotarou
- Rosario + Vampire - Mizore Shirayuki
- Rosario + Vampire Capu2 - Mizore Shirayuki
- Kyouran Kazoku Nikki - Mujaki Serpent
- Hidamari Sketch × 365 - Chika
- Toradora! - Aisaka Taiga
- Akaneiro ni Somaru Saka - Katagiri Yuuhi
- Kemeko Deluxe! - Misaki Hayakawa
- Hakushaku to Yōsei - Marigold
- Shugo Chara! Doki - Yua Sakurai (Ep 85-86)

2009
- Bleach - Nemu Kurotsuchi
- Fullmetal Alchemist Brotherhood - Alphonse Elric
- Gintama - Kagura
- Shakugan no Shana S - Shana
- Hetalia - Axis Powers - Liechtenstein, Letonia (CD Drama)
- Umineko no Naku Koro ni - Shannon
- Maria-sama ga Miteru 4th season - Toko Matsudaira
- Queen's Blade: Rurō no Senshi - Melona/Merona
- Saki (TV) - Yūki Kataoka
- Hayate no Gotoku! 2nd - Nagi Sanzenin
- Basquash! - Flora Skybloom y Narración
- Kanamemo - Mika Kujiin
- Fairy Tail - Happy
- Nogizaka Haruka No Himitsu:Purezza - Toka Tennoji
- Inazuma Eleven - Toramaru Utsunomiya
- Jigoku Shōjo - Usagi Shinohara (capítulo 15)

2010
- Bleach - Nemu Kurotsuchi
- Ladies versus Butlers! - Kaoru Daichi
- Hidamari Sketch × Hoshi Mittsu - Chika
- Dance in the Vampire Bund - Hysterica
- Hyakka Ryōran Samurai Girls - Yukimura Sanada
- Ōkami-san to Shichinin no Nakama-tachi - Mimi Usami
- Jewel Pet Tinkle - Marianne
- To Aru Majutsu no Index II - Agnese Sanctis
- Shakugan no Shana S - Shana
- Gintama - Kagura
- Fairy Tail - Happy

2011
- Bleach - Nemu Kurotsuchi
- Astarotte no Omocha! - Astarotte Ygvar
- Dragon Crisis! - Rose
- Freezing - Cassie Lockheart
- Gintama - Kagura
- Hayate no Gotoku Heaven is a Place on Earth - Nagi Sanzen'in
- Hidan no Aria - 'Aria H. Kanzaki'
- Kaito Tenshi Twin Angel: Kyun Kyun Tokimeki Paradise - Kurumi
- Persona 4 the Animation - Rise Kujikawa
- Kyousogiga - Koto
- Shakugan no Shana III FINAL - Shana
- The Idolm@ster - Iori Minase
- Toradora! Bento no Gokui - Aisaka Taiga
- Fairy Tail - Happy
- Sket Dance - Kagura (ep. 26)

2012
- Zero no Tsukaima F  - Louise Françoise le Blanc de la Valliére
- Recorder to Randoseru - Atsumi Miyagawa
- Kill Me Baby - Unused Character
- Arashi no Yoru ni: Himitsu no Tomodachi - Mei
- Kenichi: The Mightiest Disciple OVA - Miu Furinji
- Kingdom (manga) - Karyō Ten
- Haiyore! Nyaruko-san - Hastur
- Saki Achiga-hen episode of Side-A - Yuki Kataoka
- Shining Hearts - Melty
- Binbougami Ga! - Minowa Kurumi
- Gintama - Kagura
- Sengoku Collection - Misawa-chan (Ep 23)
- Koi to Senkyo to Chocolate - Ōsawa Yuina
- Hayate no Gotoku: Can't Take My Eyes Off You - Nagi Sanzenin
- Robotics;Notes - Airi
- Fairy Tail - Happy

2013
- Puchimas! Petit iDOLM@STER – Iori'– Ep. 10-11
- Gintama - Kagura
- Fairy Tail - Happy
- Koi-ken! - Kikui Mari
- Hayate No Gotoku! Cuties - Nagi Sanzenin
- Hyakka Ryouran: Samurai Bride - Yukimura Sanada
- Haiyore! Nyaruko-san W - Hastur
- To Aru Kagaku no Railgun S - Chica B Fenwick Antiques (Episodio 3)
- Doki Doki! PreCure - Aguri Madoka/Cure Ace
- Recorder to Randoseru Mi - Atsumi Miyagawa
- Watashi ga Motenai no wa Dou Kangaetemo Omaera ga Warui!- Kī-chan
- One Piece  - Sugar
- Kyousogiga - Koto

2014
- Noragami - Nora
- Saki Zenkoku-hen – Yuki Kataoka
- Selector Infected WIXOSS - Urisu
- Witch Craft Works - Chronoire Schwarz VI
- Fairy Tail - Happy
- No Game No Life - Tet
- Mangaka-san to Assistant-san to - Sena Kuroi
- One Piece - Sugar
- Tokyo Ghoul - Suzuya Juuzou
- Trinity Seven - Códice de Astril/Sora
- World Trigger - Konami Kirie
- JoJo's Bizarre Adventure: Stardust Crusaders - Merli Anne

2015
- World Trigger - Konami Kirie
- Tokyo Ghoul - Suzuya Juuzou
- Gintama° - Kagura
- Kekkai Sensen- Black
- Kekkai Sensen- White
- Punchline- Meika Daihatsu
- One Piece - Sugar
- Fairy Tail - Happy
- Hidan no Aria AA - Aria H. Kanzaki
- Sore Ga Seiyuu - ella misma

2016
- Handa-kun - Kasumi Hiroyama (ep 7, 9, 11)
- Kyōkai no Rinne 2 - Anju
- Cheating craft - koi Ho
- Nobunaga no Shinobi - Nene
- Love Live! Sunshine!! - Madre de Takami Chika (ep. 13)

2017
- ēlDLIVE - Doru
- Granblue Fantasy The Animation - Vyrn
- Gintama. - Kagura
- Gintama. - Kouka
- Konbini Kareshi - Mami Mihashi
- Kyōkai no Rinne 3 - Anju
- Nobunaga no Shinobi: Ise Kanegasaki-hen - Nene
- Magical Girl Saeko - Rin Manawa.

2018
- Darling in the Franxx - Zero One

2019
- Sarazanmai - Haruka Yasaka
- Fruits Basket (2019) - Kagura
- Kono Yo no Hate de Koi o Utau Shōjo Yu-No - Shimazu Mio
- Sewayaki Kitsune no Senko-san - Inari Shojo Yoko (稲荷少女ヨーコ Inari Shojo Yoko?)
- En'en no Shōbōtai - Haumea

2020
- Magia Record - Touka Satomi
- Re:Zero kara Hajimeru Isekai Seikatsu - Pandora
- The God of High School - Sumi, Bora Ma
- Digimon Adventure - Fanbeemon
- The Misfit of Demon King Academy - Heine Kanon Iorg
- Jujutsu Kaisen - Momo Nishimiya

2021
- Edens Zero - Happy
- Magia Record Season 2 - Touka Satomi

2023
- Hyōken no Majutsushi ga Sekai wo Suberu - Ray White (niño, ep. 5) / Lily White (ep. 11)
- Kimetsu no Yaiba: Katanakaji no Sato-hen - Ginko

2024
- LV2 kara Cheat datta Moto Yūsha Kōho no Mattari Isekai Life - Fenry/Rhys
- Ramen Akaneko - Hana

### Películas
- Gintama: Shinyaku Benizakura-hen - Kagura
- Ao no Exorcist: La Película - Usamaro
- Gintama: Kanketsu-hen - Yorozuya yo Eien Nare - Kagura
- Fairy Tail: Hōō no Miko - Happy
- Rakuen Tsuihō - Angela Balzac
- Shakugan no Shana: Tenjō wo Kakeru Monotachi - Shana
- Hirune Hime: Shiranai Watashi no Monogatari - Joy
- No Game, No Life Zero - Tet
- Digimon Adventure 02: The Beginning - Ukkomon

### OVAs
- 2002: Cosplay Complex (Delmo)
- 2003: Guardian Hearts (Hina)
- 2005: Guardian Hearts! Power Up!
- 2005: Otogi-Jūshi: Akazukin (Ringo Kinoshita)
- 2005: Gintama (Kagura)
- 2006: Maria-sama ga Miteru 3rd Season (Tōko Matsudaira)
- 2006: Shakugan no Shana SP (Shana)
- 2008: Maria-sama ga Miteru: OVA Fan Disc (Tōko Matsudaira)
- 2008: The Idolmaster: Live For You! (Iori Minase)
- 2009: Akaneiro ni Somaru Saka: Hardcore (Yūhi Katagiri)
- 2009: Shakugan no Shana S (Shana)
- 2009: Hayate no Gotoku!! Atsu ga Natsu Ize: Mizugi-hen (Nagi Sanzenin)
- 2010: Boku, Otarīman. (Minamoto, Erzähler)
- 2011: Fairy Tail – Yōkoso Fairy Hills!! (Happy)
- 2011: Astarotte no Omocha! EX (Astarotte)
- 2014: Hayate no Gotoku! (2014) (Nagi Sanzenin)

### CD Dramas
- Hotaru Imai 
  - Gakuen Alice Rabu Potion Chūiho!
  - Gakuen Alice Mono Wasure Machine
  - Gakuen Alice Chocolate Holic

### Videojuegos
- Girls X Battle - Nona, Pandaria, KongMing.
- Final Fantasy IV DS - Palom y Porom
- Konjiki no Gash Bell - Tio
- Luminous Arc 2 Will - Karen
- Pangya - Kooh
- Persona 4 - Rise Kujikawa
- Red Thread - Tsudura Wakasugi
- Riviera: The Promised Land - Ecthel (Ein)
- Star Ocean: The Second Evolution - Precis F. Neumann
- Tales of Symphonia: Knight of Ratatosk - Marta Lualdi
- The Idolmaster - Iori Minase
- Xenosaga - Mary Godwin
- Rune Factory: A Fantasy Harvest Moon - Mei
- Juegos de Rosario + Vampire (PS2 y DS) - Mizore Shirayuki
- One Piece Unlimited Cruise Episode 1: Nami ni Yureru Hihou - Gaburi
- Elsword Online (Japón) - Aisha
- Asura's Wrath - Mithra
- Pokémon Fushigi no Dungeon Magnagate to Mugendai Meikyū - Pikachu
- Zero Escape: Virtue's Last Reward - Quark
- Guns Girl Z - Kiana Kaslana (en la versión japonesa)
- Honkai Gauken - Kiana Kaslana (en la versión japonesa)
- Honkai Impact 3  - Kiana Kaslana (en la versión japonesa)
- League of Legends - Annie (en la versión japonesa)
- Grand Chase - Elesis
- Yakuza series - Haruka Sawamura
- Mobile Legends: Bang Bang - Layla (japonés)
- Azur Lane - Vampire
- Fate Grand Order - Oda Nobunaga, Cleopatra, Oda Kippoushi, Maou Nobunaga, Enemy Nobbu
- Magia Record - Touka Satomi
- Catherine Full Body - Catherine ("Whimsical Kitten" variant)
- Guardian Tales - Future Princess
- Epic seven - charlotte
- Granblue Fantasy - Vania & Vyrn
- Genshin Impact - Diosa Desconocida

### Doblaje
- Ruby Gloom - Ruby Gloom
- Peppa Pig - Peppa
- Stranger Things - Eleven
- The Loud House -  Ronnie Anne Santiago
- The Hunger Games - Primrose Everdeen
- Game Shakers - Kenzie
- The Lego Movie 2: The Second Part - Bianca

## Discografía

### Álbumes
- Kokohadoko (20 de junio de 2012)

Track list
1. "How I feel"
2. "Hane Uta Ai Hito" (ハネ・ウタ・アイ・ヒト?)
3. "Foret Noire"
4. "Yume no Naka" (夢の中?)
5. "Wonder"
6. "Orange" (オレンジ?)

### Singles
- "Moete Koso Cosplay" (2002) (con Sakura Nogawa, Saeko Chiba, Ai Shimizu, Akeno Watanabe y Chiaki Takahashi)[9]
- "Kemeko Deluxe!" (2008) (con Chiwa Saitō, Mikako Takahashi, Haruka Tomatsu, Ryōko Shiraishi, Ayako Kawasumi y Mai Gotō)
- "Orange" (2009) (tema de cierre de Toradora!, con Yui Horie y Eri Kitamura)
- "Netsuretsu Kangei Wonderland" (2009) (tema de cierre de Saki, with Kana Ueda, Ami Koshimizu, Ryoko Shiraishi y Shizuka Itō)
- "Kimi e to Tsunagu Kokoro" (2009) (tema de apertura de Kanamemo, con Kaoru Mizuhara y Aki Toyosaki)
- "Karakoi ~Dakara Shoujo wa Koi wo Suru~" (2009) (canción con Ryoko Shiraishi y "After Midnight" con Rie Tanaka)[10]
- "buddy-body" (2009) (tema de cierre de Queen's Blade: Gyokuza wo Tsugu Mono, con Kanae Itō y Yūko Gotō)
- "LOVE × HEAVEN" (2010) (tema de apertura de Ladies versus Butlers!, con Mai Nakahara, Ami Koshimizu y Ayako Kawasumi)

## Premios
- Mejor Actriz de Reparto en la Segunda Premiación Anual de Seiyūs (2008).[11]
- Mejor Actriz Principal en la Tercera Premiación Anual de Seiyūs (2009).[12][13]